# The Zium Museum
The Zium Museum — виртуальный музей, созданный в 2017 года Майклом Берто (англ. Michael Berto) для платформ PC, Mac, Linux. Музей включает виртуальные скульптуры, картины, фотографии и инсталляции 37 художников со всего мира.

## Описание
The Zium Museum посвящен исследованию феномена музея. Посетитель музея сталкивается с совершенно разнообразными произведениями искусства, объединенными в одном месте. Художники специально для музея создали свои произведения в разных форматах — это и 3D — модели, традиционные 2D изображения, инсталляции и небольшие видеоигры. Музей с помощью своих произведений стремится раздвинуть границы традиционного изобразительного искусства, например, ожившие и объемные картины в традиционной музейной развеске экспонируются на стенах или целые комнаты с инсталляциями и видеоиграми, с помощью которых посетитель попадает в другие локации. В музее есть галерея скульптур 3D моделей, варьирующихся от мирских до сюрреалистических образов. Каждую скульптуру посетитель может взять в руки своего виртуального аватара и посмотреть поближе.
Перед началом посещения экспозиции вы можете выбрать окружающий звук, он будет вас сопровождать, когда вы будете наслаждаться экспонатами, можно выбрать тихий шум библиотеки или же шум потока воды.
Пытаясь привнести опыт посещения галереи в видеоигру, The Zium Museum удается создать нечто, чего нельзя найти ни в видеоиграх, ни в художественных галереях. Он содержит множество работ, которые показывают разную эстетику цифрового искусства и разные визуальные языки, которые не являются ни фотореалистичными, что характерно для видеоигр ААА, ни пропитанными ностальгией видеоигрового искусства 10, 20 или 30 лет назад.
Музей представляет собой впечатляющее виртуальное пространство, где посетитель не знает, что увидит за следующим углом.

## Список художников
| Художник             | Контакты                   |
| -------------------- | -------------------------- |
| Absenteism           | @futursauvage on instagram |
| Alamantus            | @Alamantus                 |
| Alivia Horsley       | @slugspoon                 |
| Alphagravy           | alphagravy.tumblr          |
| Chip Forest          | @chipforest                |
| Conor Mccann         | @conormn                   |
| Cosmo D              | @cosmoddd                  |
| Dan Emmerson         | @DoodleDemmy               |
| Eli Rainsberry       | @elirainsberry             |
| Farah Khalaf         | @farahkhlf                 |
| Fi Silva             | @fifsilva                  |
| G.P Lackey           | @mousefountain             |
| Gareth Damian Martin | @JumpOvertheAge            |
| George Buckenham     | @v21                       |
| Ines J               | art-creature.tumblr        |
| Keane Ng             | @keanerie                  |
| Ktch0                | @ktch0                     |
| Khlakeus             | @khalkeus3d                |
| Matthew Keff         | @matthewkeff               |
| Michael Berto        | @thesaveroom               |
| Moshe Linke          | @moshelinke                |
| Nick Preston         | @holyfingers               |
| Nicole Rusk          | @CmdrSpaceCat              |
| Nina Pal             | @peachyroyalty             |
| Studio Oleomingus    | @studiooleomingu           |
| Pippin Barr          | @pippinbarr                |
| Pol Clarissou        | @polclarissou              |
| Quinn Spence         | @QuinleySquare             |
| Roh                  | @roh_42                    |
| Space Backyard       | @SpaceBackyard             |
| Tanja Mölholm        | the-trashprincess.tumblr   |
| Thomas Newlands      | @thnewlands                |
| Tom Kitchen          | @tom_kitchen               |
| Vaida Plankyte       | @underskinnyhrt            |
| Victor Mosquera      | @victormosquerar           |
| Jav                  | yovox.tumblr               |
| Zane Zlemeša         | zanezlemesa.tumblr         |

## Приложения
1. ↑  A MAZE. / Berlin 2018__April 25 - 29, 2018 (англ.). 2018.award.amaze-berlin.de. Дата обращения: 19 августа 2019. Архивировано 19 августа 2019 года.
2. 1 2  Bruno Dias. ‘The Zium Museum’ is an Art Gallery You Can Download (англ.). Vice (20 октября 2017). Дата обращения: 19 августа 2019. Архивировано 19 августа 2019 года.
3. 1 2  Matt Cox. Tour a virtual gallery in The Zium Museum (англ.). Rock, Paper, Shotgun (27 ноября 2017). Дата обращения: 19 августа 2019. Архивировано 25 июля 2019 года.